# Kessel genannt Bormann

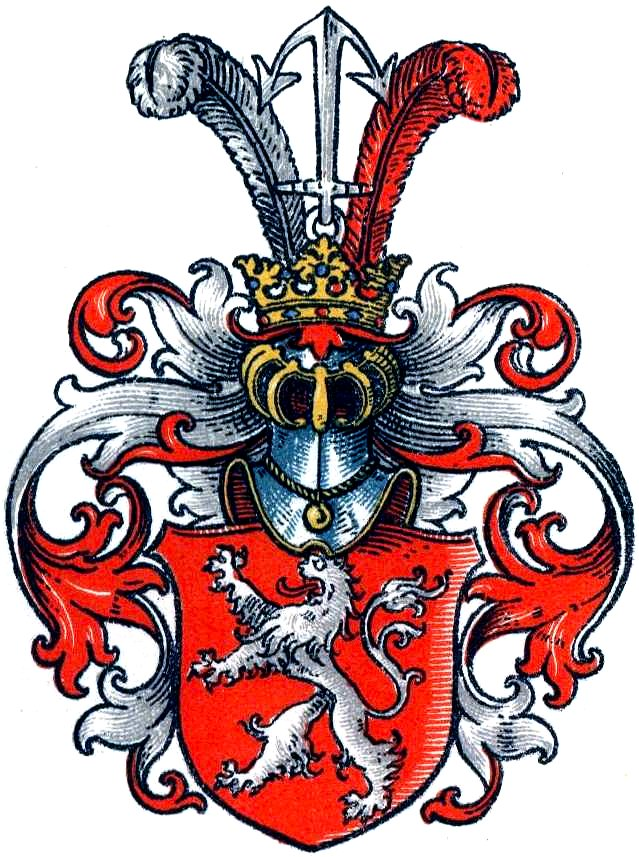
Wappen derer von Kessel gen. Bormann

Die Herren von Kessel gen. Bormann (auch: Bormann gen. von Kessel, Bormann von Kessel oder ähnlich) waren ein westfälisches Adelsgeschlecht.

## Geschichte
Das Geschlecht stammt ursprünglich aus dem Jülichschen. Seinen Namen leitet es von Haus Kessel an der Maas ab. Später war es in Westfalen begütert. 1700 besaß es im Lippeschen Hovedissen und Moshagen und im Jülichschen den Papelter Hof (auch Papeler Hof). 1728 hatte es ferner in der Grafschaft Ravensberg Brockhagen im heutigen Kreis Gütersloh.
Hofrichter und Obrist Johann von Kessel gen. Bormann († 1674) heiratete Anna Sophia von Wrede († 1661) und kaufte von seinem Schwager, Alexander Günther von Wrede, Anna Sophias Bruder, Gut Hovedissen. Die Eheleute hatten sechs Kinder, unter anderen den unten genannten Philipp Abel von Kessel gen. Bormann zu Hovedissen und den bereits vor seinem Vater verstorbenen Franz Wilhelm von Kessel gen. Bormann, ferner die nach ihrer Mutter benannte Anna Sophia von Kessel gen. Bormann, Kapitularin in St. Aegidii Münster.
Otto Friedrich von Bormann gen. Kessel, ein weiterer Sohn des oben genannten Hofrichters und Obristen Johann von Kessel gen. Bormann, war Erbherr zu Brockhagen. Er starb 1757 und hinterließ zwei Söhne: Friedrich Arnold und Werner Dietrich von Kessel, die bis 1763 als Fähnriche in Bielefeld in preußischen Diensten standen und 1768 Brockhagen besaßen. Die Witwe des Otto Friedrich von Bormann gen. Kessel sah sich aufgrund von Schulden gezwungen, Gut Brockhagen 1768 im Namen ihrer Söhne für 13.000 Taler zu verkaufen.

## Namensträger
- Johann Bormann von Kessel († 1674), kaiserlicher Obristwachtmeister, 1648 Kommandant der Festung Hohenasperg[5]
- Philipp Abel von Kessel gen. Bormann zu Hovedissen, bischöflich-münsterscher Rittmeister, 1684 Capitain-Lieutenant
- Ferdinand von Kessel gen. Bormann, kaiserlich-königlicher Kämmerer, Sohn von Philipp Abel, wurde in den Reichsgrafenstand erhoben
- Sophia Elisabeth Bormann genannt von Kessel zu Hovedissen (* um 1672–1734), Äbtissin des Stifts Wietmarschen
- Hermann Werner Bormann von Kessel († 1748), Oberst[6]
- Brüder Friedrich Arnold von Kessel gen. Bormann (* 1744) und Werner Dietrich von Kessel gen. Bormann (* 1746) aus dem Ravensbergischen, standen 1770 als Offiziere in dem königlich-preußischen Infanterie-Regiment „von Petersdorf“

## Wappen
Blasonierung: In Rot ein springender silberner Löwe. Auf dem gekrönten Helm zwischen einer silbernen und einer roten Straußenfeder ein gestürzter silberner Anker. Die Helmdecken sind rot-silber.
Bei Siebmacher findet sich eine abweichende Helmzier: Zwischen zwei silbernen Straußenfedern der Wappenschild.
Weitere Wappendarstellung:

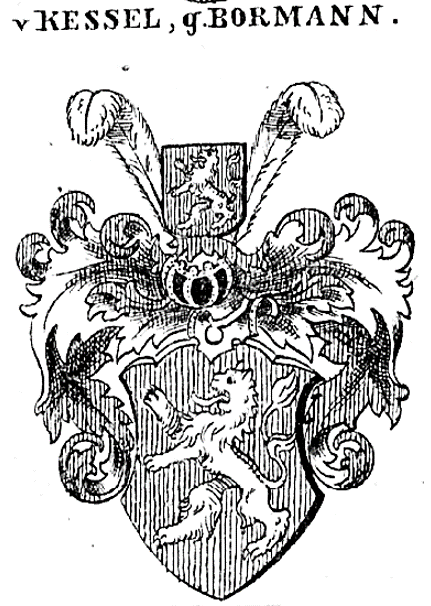
Wappen derer von Kessel gen. Bormann bei Siebmacher